# Bartholomaeus Bruyn le Jeune
Pour les articles homonymes, voir Barthel Bruyn et Bruyn.
Bartholomaeus Bruyn (né vers 1530 à Cologne – mort entre 1607 et 1610 à Cologne), habituellement nommé Bartholomaeus Bruyn le Jeune (ou Barthel Bruyn le Jeune) pour le distinguer de son père, est un peintre allemand. Il est connu principalement pour ses portraits.

## Biographie
Bartholomaeus Bruyn fait son apprentissage dans l'atelier de son père à Cologne. À partir de 1547, il travaille notamment, avec son père et son frère Arnt, à une série de 57 scènes du Nouveau Testament pour le cloître des carmélites de Cologne. À partir de la mort de son père en 1555, il hérite de l'atelier et continue à servir la même clientèle. Comme son père, il est investi dans les affaires de la ville et est élu au Conseil en 1567, 1580 et 1607. Des problèmes de vision le contraignent à abandonner la peinture et il ferme son atelier vers 1590.

## Œuvre

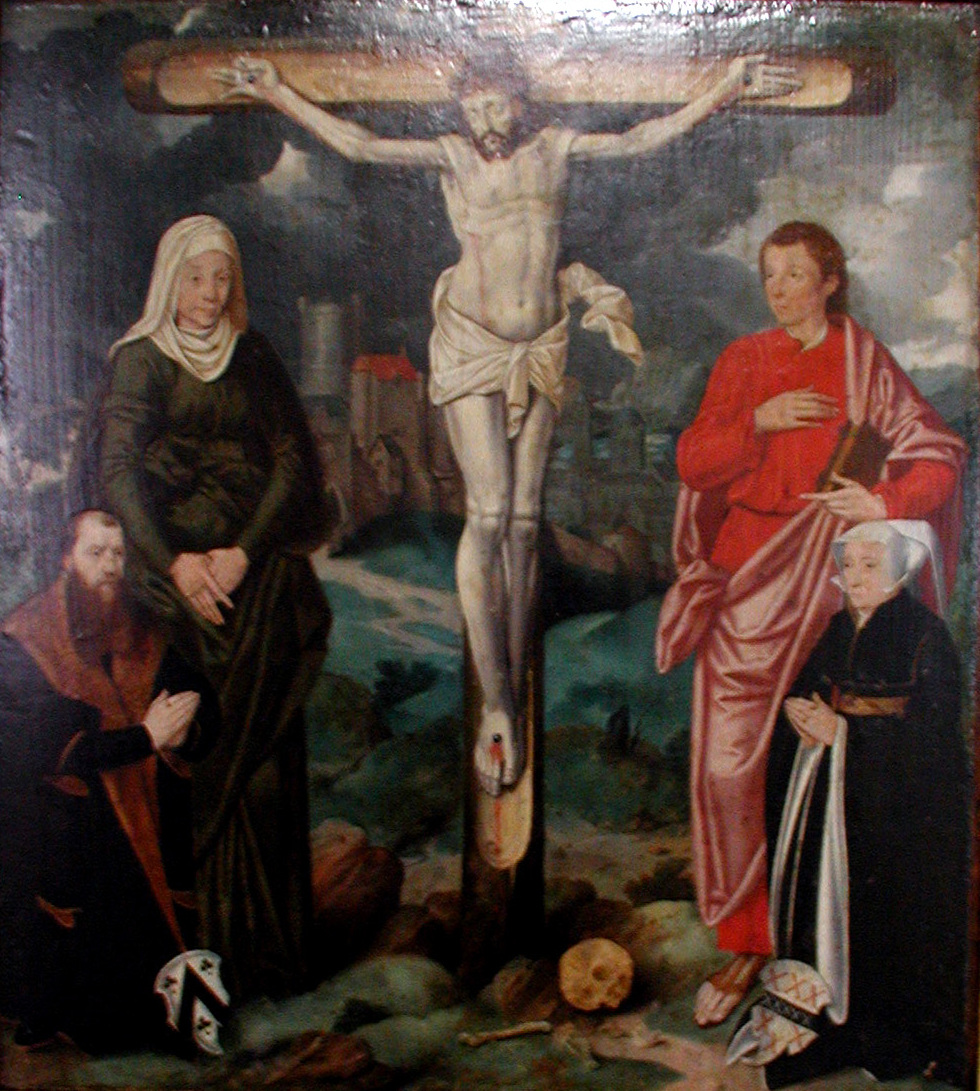
Partie d'une triptyque dans le musée de la ville de Cologne

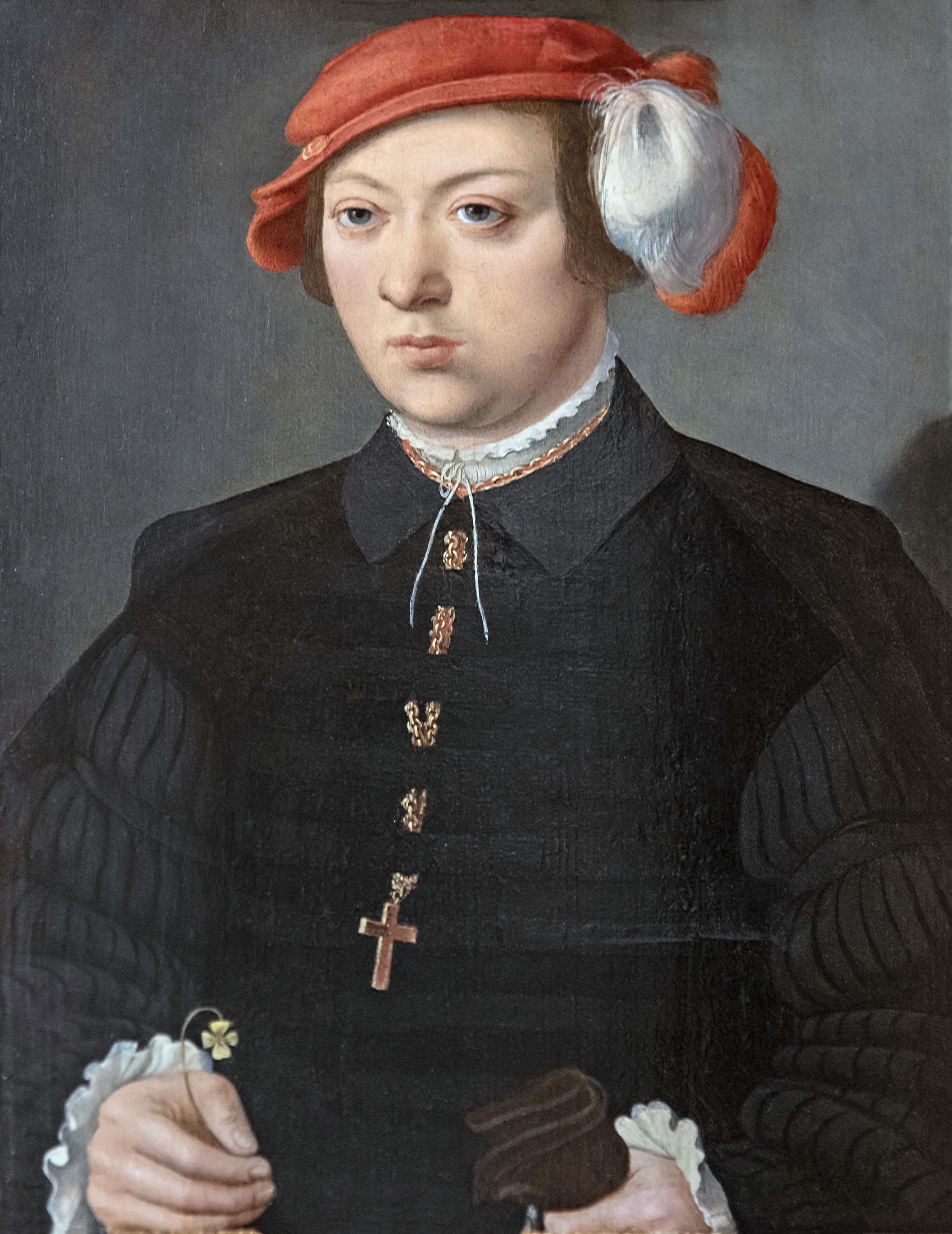
Portrait de gentilhomme Fondation Bemberg

Sa seule peinture signée connue, un diptyque représentant le Christ portant sa croix et une Vanité (1560, conservé au Rheinisches Landesmuseum Bonn), a servi de référence pour identifier le corpus de ses œuvres. Le style de ses portraits est similaire à celui de son père, mais il est un peu plus dépouillé. Les modèles assis sont représentés à mi-corps sur un fond uni, le visage focalise l'attention, les détails de l'habit sont sommairement dépeints et les mains sont mises en relief. Il n'utilise qu'une palette réduite de couleurs : noir, blanc, gris et bruns, animés par la luminosité des tons chair des modèles.
Une autre peinture ( Portrait de Femme ) signée Bruyn Bartholomaeus est exposée à Alger au Musée national des beaux-arts d'Alger.